# Пащенко Володимир Іванович
Володи́мир Іва́нович Па́щенко (19 квітня 1918, Здовбиця, УНР — 11 квітня 1997, Івано-Франківськ) — відомий український диригент, педагог, громадський діяч. Заслужений артист УРСР (1956)

## Життєпис
Володимир Пащенко народився 19 квітня 1918 року на Волині в с. Здовбиця (УНР, нині Здолбунівського району Рівненської області, Україна) в селянській родині. У 1932 році закінчив семирічну школу і вступив на навчання до української гімназії, а в 1934 р. — до сільськогосподарської школи. Провчившись у сільськогосподарській школі більше року, у 1935 р. вступив на дворічні курси з підготовки диригентів хорових колективів у Рівному. Успішно закінчивши їх, отримав рекомендацію до Львівського Вищого музичного інституту імені Миколи Лисенка. У 1937 році Володимира Пащенка зараховано студентом І курсу диригентського відділення до класу професора Миколи Філаретовича Колесси. У 1940 році інститут реорганізовано в консерваторію.
Восени 1940 року В. Пащенка призвали до армії. Війна 1941-го продовжила його солдатське життя на довгих шість років. Служба проходила в Середній Азії. У військових частинах, він організовував хорові гуртки, вокальні ансамблі, був керівником військового ансамблю пісні і танцю. Тут він набуває навичок диригента, організатора колективів художньої самодіяльності. Після демобілізації 1946 року В. Пащенко повертається на навчання до Львівської консерваторії.
На той час у консерваторії працювали такі корифеї музичного мистецтва, як В. Барвінський, А. Солтис, Є. Вахняк, А. Кос-Анатольський, С. Людкевич, Є. Козак та ін. Будучи студентом, В. Пащенко співає в церковних хорах, згодом стає керівником хору Львівського університету імені Івана Франка і працює до закінчення консерваторії.
Помер Володимир Іванович Пащенко 11 квітня 1997 року, похований на міському кладовищі Івано-Франківська.

## Творча діяльність
Після закінчення консерваторії В. І. Пащенко призначається на посаду хормейстера Станіславського державного Гуцульського ансамблю пісні і танцю. У 1952 році він стає художнім керівником і головним диригентом ансамблю. До цього головним диригентом ансамблю був відомий і авторитетний диригент Дмитро Васильович Котко, тому молодому маестро прийшлося докласти чимало зусиль, щоб утримати високий рівень і продовжувати кращі традиції колективу. В. Пащенко працює над новою програмою, опираючись, звичайно, на попередні здобутки, їздить по селах області, добираючи нових здібних і талановитих співаків та музикантів. Водночас Пащенко записує й опрацьовує народні пісні, робить переклади для хору, квартету. Разом із постановником танців і балетмейстером Володимиром Петриком створює вокально-танцювальні сюїти, композиції з народного життя гуцулів. Ансамбль із великим успіхом гастролює в усіх республіках колишнього Союзу. На той час Гуцульський ансамбль пісні і танцю був визнаний одним із кращих фольклорних колективів, про що свідчать численні рецензії висококваліфікованих і авторитетних фахівців у цій царині та відгуки в пресі.
Будучи художнім керівником Гуцульського ансамблю, В. І. Пащенко веде активну культурно-мистецьку діяльність, є постійним членом художньої ради Івано-Франківської обласної філармонії.
В. І. Пащенко — автор численних обробок українських народних пісень для мішаного, однорідного жіночого та шкільного хорів, чоловічого квартету, перекладів авторських творів, які й донині є в репертуарі професійних та аматорських колективів і користуються широкою популярністю в музичних колах.

## Педагогічна діяльність
У 1962 році Володимир Іванович переходить на педагогічну роботу до Івано-Франківського педагогічного інституту. Паралельно, з 1963 до 1966 року, Володимир Пащенко — художній керівник військового ансамблю пісні і танцю Івано-Франківського гарнізонного будинку офіцерів.
У 1966 році Володимир Пащенко призначається деканом музично-педагогічного факультету, веде курс диригування, хорознавства та читання хорових партитур. З перших місяців функціонування музичного факультету створюються студентські ансамблі: унісон скрипалів (1967 р.) (керівник — доцент Ю.Д. Крих), унісонний жіночий ансамбль (1967 р.) (керівник — ст. викладач Б.А. Антоневич), жіночий вокальний ансамбль (1967 р.) (керівник — Х.М. Михайлюк, студентка І курсу), вокальний чоловічий квартет (1967 р.) (керівник — П.М. Чоловський, студент І курсу), вокально-хореографічний ансамбль «Верховинка» (1968 р.) (керівники — ст. викладач В.О. Їжак, В. Чуперчук), вокально-інструментальний ансамбль «Опришки» (1968 р.) (керівник — Р. Іщук, студент І курсу), інструментальний ансамбль «Усмішка» (1968 р.) (керівник Ю. Фейда, студент І курсу), симфонічний оркестр стаціонарного й заочного відділень (1968 р.) (керівник — доцент Ю.Д. Крих), естрадний оркестр (1968 р.) (керівник — викладач П. Сметана). В. І. Пащенко працював в університеті до 1990 року.

## Громадська діяльність
У 1971 році Володимира Пащенка обирають головою обласного відділення Музичного хорового товариства України, яке він очолює впродовж п'ятнадцяти років. Під його керівництвом Товариство значно пожвавило свою роботу. За його ініціативою проводяться семінари для хорових диригентів, керівників колективів, на яких їм надається кваліфікована допомога. До цієї роботи Володимир Іванович залучає кращих фахівців: М. Магдія, М. Білана, Б. Катамая, О. Ничай, Р. Стайничого, В. Їжака, Г. Керниці, М. Лужного, М. Штогрина та ін. Результатом семінарів став «Курс читання хорових партитур» (посібник для студентів музпедфакультетів і музичних училищ 1972 р.). З ініціативи Пащенка розпочинає свою роботу народний Університет музичної культури, заняття якого відвідують учні загальноосвітніх шкіл, профтехучилищ, студенти вузів міста. З метою ширшого ознайомлення з вітчизняною та світовою музичною культурою, для них щомісячно відбуваються лекції-концерти. Сюди залучалися лектори-музикознавці та кращі колективи й виконавці музично-педагогічного факультету, обласної філармонії та мистецьких закладів міста.

## Нагороди
- Заслужений артист УРСР (1956)